# Еттельдорф
Еттельдорф (нім. Etteldorf) — громада в Німеччині, розташована в землі Рейнланд-Пфальц. Входить до складу району Бітбург-Прюм. Складова частина об'єднання громад Бітбургер-Ланд.
Площа — 1,74 км2. Населення становить 25 ос. (станом на 31 грудня 2020).